# William Vans Murray

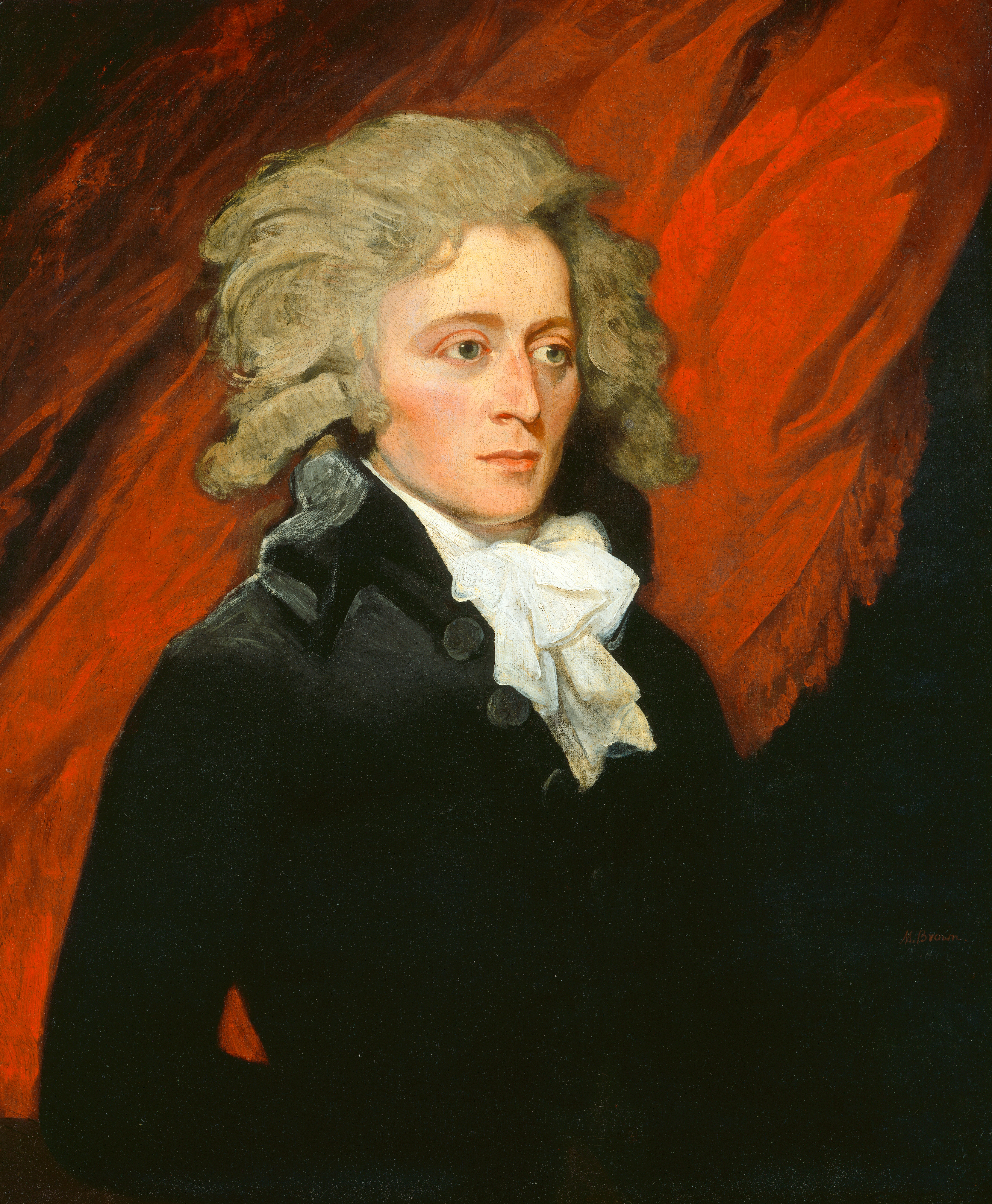
William Vans Murray (gemalt von Mather Brown)

William Vans Murray (* 9. Februar 1760 in Cambridge, Dorchester County, Province of Maryland; † 11. Dezember 1803 bei Cambridge, Maryland) war ein US-amerikanischer Politiker. Er vertrat den Bundesstaat Maryland als Abgeordneter im US-Repräsentantenhaus.

## Leben
Murray begann am 28. April 1784 sein Jura-Studium in der Temple Church in London. Es dauerte drei Jahre. Danach kehrte er in die Vereinigten Staaten zurück. Seine Zulassung als Anwalt bekam er 1791 und eröffnete eine Praxis in Cambridge. Des Weiteren war er 1791 Mitglied im Abgeordnetenhaus von Maryland.
Murray wurde als Kandidat der Pro-Administration-Fraktion in den zweiten und den dritten Kongress gewählt. Danach wurde er als Föderalist in den vierten Kongress gewählt. Seine Amtszeit belief sich vom 4. März 1791 bis zum 3. März 1797. Danach war er Gesandter in den Niederlanden vom 2. März 1797 bis zum 2. September 1801. Überdies wurde er 1799 von Präsident John Adams als Mitglied einer Auslandsvertretung nach Frankreich geschickt.
William Vans Murray starb am 11. Dezember 1803 auf seinem Anwesen im Dorchester County nahe Cambridge. Er wurde auf den Christ Protestant Episcopal Church Cemetery in Cambridge beigesetzt.